# 聖薩瓦峰
聖薩瓦峰（英語：St. Sava Peak）是南極洲的山峰，位於葛拉漢地，處於拉夫諾戈爾峰西北面4.9公里和懷特塞德山西北面12.9公里，海拔高度800米，以保加利亞的學者命名。

## 外部連結

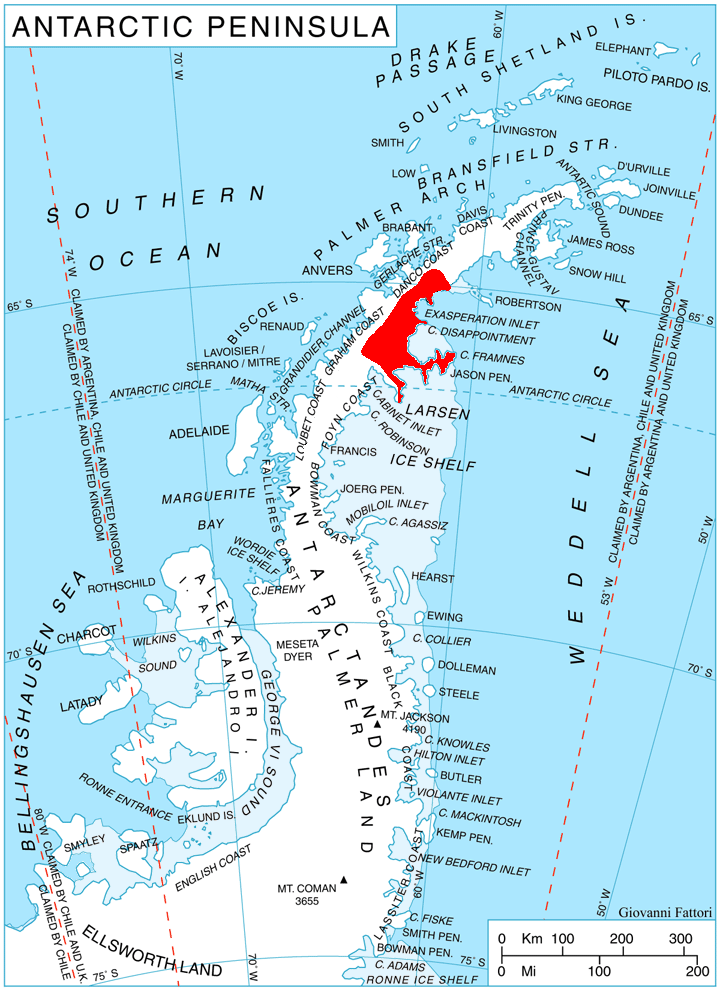

- St. Sava Peak. （页面存档备份，存于） SCAR Composite Antarctic Gazetteer.